# Clorur de magnesi
Clorur de magnesi (antigament clorur magnèsic) és el nom del compost químic amb la fórmula química MgCl₂ i amb les seves variants hidratades (hidroxiclorurs) MgCl₂(H₂O)x. Aquestes sals són halurs ionics típics, molt solubles en aigua fins al punt que la variant hidratada s'extreu directament de l'aigua del mar. El MgCl₂ anhidre és la principal font de Mg metàl·lic, el qual és produït a gran escala.
La sal amb aquesta composició es correspon amb el mineral natural cloromagnesita (anhidre) i bischofita (hexahidratat) i presenta també una certa afinitat amb la carnal·lita (KMgCl₃ ·(6H₂O)).

## Estructura, preparació i propietats bàsiques
MgCl₂ cristal·litza sobre mostra de clorur de cadmi, el qual presenta Mg octaedric. Existeixen una gran varietat d'hidrats amb la fórmula MgCl₂(H₂O)x, "x" reduint-se amb increments de temperatura: x = 12 (-16.4 °C), 8 (-3.4 °C), 6 (116.7 °C), 4 (181 °C), 2 (ca. 300 °C). El cas del hexahidrat és el comú a temperatura ambient on el Mg+ continua amb estructura octaèdrica tot i que es complexa amb 6 lligands.
El clorur de magnesi s'usa com a anticongelant.